# Jung So-ra
Jung So-ra (정소라; Seul, 10 marzo 1991) è una modella sudcoreana, eletta Miss Corea nel 2010.
È stata inoltre la rappresentante ufficiale della Corea a Miss Universo 2011. Ex-studentessa della Shanghai American School, da cui si è diplomata nel 2009, al momento dell'incoronazione Jung So-Ra stava studiando Presso l'Università della California.